# Таня Андреева
Таня Любомирова Андреева-Райнова е български политик, министър на здравеопазването в правителството на Пламен Орешарски (2013 – 2014).

## Биография
Родена е на 7 юли 1973 г. в град София. Между 1993 и 1999 г. учи в Медицински университет в София. От 2001 до 2006 г. специализира акушерство и гинекология към СБАЛАГ „Майчин дом“. Специализирала и в Рен, Франция. Между 2004 и 2007 е докторант към Медицинския университет. Избрана е за народен представител в XLII НС. От 29 май 2013 г. е министър на здравеопазването.